# Bridgeville (Delaware)
Bridgeville je gradić u američkoj saveznoj državi Delaware. Prema popisu stanovništva iz 2010. u njemu je živjelo 2.048 stanovnika.